# Ostellato
Ostellato é uma comuna italiana da região da Emília-Romanha, província de Ferrara, com cerca de 6.933 habitantes. Estende-se por uma área de 173 km², tendo uma densidade populacional de 40 hab/km². Faz fronteira com Comacchio, Ferrara, Lagosanto, Masi Torello, Massa Fiscaglia, Migliarino, Migliaro, Portomaggiore, Tresigallo.

## Demografia
| Variação demográfica do município entre 1861 e 2011                               |
|                                                                                   |
| Fonte: Istituto Nazionale di Statistica (ISTAT) - Elaboração gráfica da Wikipedia |